# Th2
Los linfocitos TH2 (T helper 2) son linfocitos T cooperadores o linfocitos T CD4+. Se caracterizan por producir citocinas IL-4, IL-5 e IL-13.

## Diferenciación
Su diferenciación ocurre en respuesta a los productos o el ambiente inducido por helmintos y alérgenos. 
Los antígenos de los helmintos y alérgenos no inducen en el hospedador una respuesta inflamatoria (Respuesta tipo TH1), en cambio, inicialmente, inducen la producción de la IL-4 en los mastocitos, basófilos, eosinófilos, y en los linfocitos T CD4+. La IL-4 sirve para amplificar la respuesta TH2 e inhibir el desarrollo de las respuestas TH1 y TH17.
Por otro lado, la IL-4 activa al factor de transcripción STAT6, el cual induce la expresión de otro factor de transcripción, GATA-3. GATA-3 se une directamente a los promotores de genes de citocinas asociadas a la respuesta TH2 y también abre estos loci específicos en la cromatina para que otros factores de transcripción tengan acceso.

## Funciones efectoras de linfocitos TH2
Como ya se mencionó, los linfocitos TH2, subgrupo de linfocitos cooperadores CD4, se diferencian en respuesta a los antígenos de helmintos y alérgenos, por lo que, sus funciones son:
- Producción de IL-4, IL-5, IL-6, IL-9 IL-10 e IL-13, con lo cual:[3]
  - Ayuda para el cambio de clase de isotipo de los linfocito B.
  - Activación alternativa de los macrófagos (Moaa o M2).
  - Inducción de funciones efectoras en los fagocitos (Mastocitos, eosinófilos, basófilos, monocitos). Por ejemplo, la desgranulación de estas células contra los helmintos, que por su gran tamaño, no pueden ser fagocitados.